# Shade (álbum)
Shade es el sexto álbum de estudio de Living Color, lanzado el 8 de septiembre de 2017. Es su primer álbum de estudio en ocho años, siguiendo The Chair in the Doorway (2009).

## Pistas
Todas las canciones compuestas por Living Colour.
| N.º | Título                                   | Duración |  |
| 1.  | «Freedom Of Expression F.O.X.»           | 02:54    |  |
| 2.  | «Preachin' Blues (Robert Johnson cover)» | 04:20    |  |
| 3.  | «Come On»                                | 03:22    |  |
| 4.  | «Program»                                | 04:43    |  |
| 5.  | «Who Shot Ya»                            | 03:38    |  |
| 6.  | «Always Wrong»                           | 04:04    |  |
| 7.  | «Blak Out»                               | 02:29    |  |
| 8.  | «Pattern In Time»                        | 02:56    |  |
| 9.  | «Who's That»                             | 04:10    |  |
| 10. | «Glass Teeth»                            | 02:59    |  |
| 11. | «Invisible»                              | 03:44    |  |
| 12. | «Inner City Blues»                       | 04:00    |  |
| 13. | «Two Sides»                              | 05:11    |  |

## Integrantes
- Corey Glover: voz y coros en «Not Tomorrow».
- Vernon Reid: guitarras, efectos y coros en «That's What You Taught Me».
- Doug Wimbish: bajo, ambiente y coros.
- Will Calhoun: batería, percusión, piano.